# Helgeland
Helgeland je historický a geografický region v Norsku. Náleží do kraje Nordland, na jihu sousedí s krajem Trøndelag, jeho severní hranici tvoří pohoří Saltfjellet. Je jedinou částí severního Norska, která leží jižně od severního polárního kruhu. Má rozlohu 18 000 km² a žije v něm 78 000 obyvatel. Největším městem je Mo i Rana. K Helgelandu patří více než 14 000 ostrovů.
Nachází se zde přehradní nádrž Røssvatnet, horský masiv Sedm sester, národní park Lomsdal-Visten a národní park Saltfjellet a Svartisen. U pobřeží Helgelandu leží souostroví Vega, jehož kulturní krajina byla v roce 2004 zapsána na seznam Světové dědictví. Nejvyšší horou je Oksskolten (1916 m n. m.) s ledovcem Okstindbreen. Hlavními vodními toky jsou Ranelva a Vefsna. Technickou pozoruhodností je zavěšený most Helgelandsbrua vedoucí přes záliv Leirfjorden.
Kraj je převážně lesnatý, hlavními produkty jsou dřevo, ryby (především lososi a pstruzi) a železná ruda, v Brønnøysundu sídlí výrobce lodí a automobilů Torghatten, Glomfjord je známý díky hydroelektrárně a výrobě umělých hnojiv.
Ve starých ságách je zmiňováno zdejší království Hålogaland, které bylo v pozdním středověku nejsevernější provincií Norska.
V regionu se odehrává děj hry Henrika Ibsena Válečníci na Helgelandu. 